# Hans Kniep
Hans (ou Karl Johannes) Kniep est un botaniste allemand, né le 3 avril 1881 à Iéna et mort le 17 novembre 1930 à Berlin.

## Biographie
Il étudie la médecine à l’université de Kiel et la botanique à Iéna sous la direction de Christian Ernest Stahl (1848-1919). Il obtient son doctorat en 1904. Kniep complète sa formation à l’université de Genève sous la direction de Robert Hippolyte Chodat (1865-1934).
En 1905, il travaille aux côtés de Wilhelm Friedrich Philipp Pfeffer (1845-1920) à l’université de Leipzig comme assistant et fait un long séjour à Bergen (en Norvège) où il étudie la physiologie et la biologie du développement des algues. En 1907, il devient privatdozent à l’université de Fribourg.
En 1911, il est nommé professeur à l’université de Strasbourg, puis en 1914 professeur ordinaire à l’université de Wurtzbourg, doyen de 1923 à 1924, puis recteur de l’université. En 1924, il succède à Gottlieb Haberlandt (1854-1945) à la chaire de physiologie végétale de l’université de Berlin. En 1916, il devient rédacteur du Zeitschrift für Botanik.
Kniep travaille principalement sur la physiologie végétale, la chimiotaxie, la photosynthèse, la reproduction des plantes inférieures. En outre, il étudie la cytologie et la génétique des champignons, principalement les basidiomycètes.

## Quelques publications
- (1913) "Beiträge zur Kenntnis der Hymenomyceten: II. Über die Herkunft der Kernpaare im Fruchtkörper von Coprinus nycthemerus Fr." in Zeitschrift für Botanik 5 p. 593-637
- (1913) "Beiträge zur Kenntnis der Hymenomyceten: I. Die Entwicklungsgeschichte von Hypochnus terrestris nov. spec." in Zeitschrift für Botanik 5 p. 593-637
- (1915) "Beiträge zur Kenntnis der Hymenomyceten: III. Über die konjugierten Teilungen und die phylogenetische Bedeutung der Schnallenbildungen" in Zeitschrift für Botanik 7 p. 369-398
- (1916) "Beiträge zur Kenntnis der Hymenomyceten: IV. Über den Ursprung und die ersten Entwicklungsstadien der Basidien" in Zeitschrift für Botanik 8 p. 353-359
- (1917) "Beiträge zur Kenntnis der Hymenomyceten: V. Über die Entstehung der Paarkernigkeit der Zellen des Schnallenmycels" in Zeitschrift für Botanik 9 p. 81-118
- (1926) "Über Artkreuzungen bei Brandpilzen" in Zeitschrift für Pilzkunde 5:14 p. 217-247
- (1928) Die Sexualität der niederen Pflanzen
- (1929) "Vererbungserscheinungen bei Pilzen" in Bibliographica Genetica 5 p. 371-478
- (1929) "Allomyces javanicus n. sp., ein anisogamer Phycomycet mit Planogameten" in Berichte der Deutschen Botanischen Gesellschaft 47 p. 199-212
- (1930) "Über den Generationswechsel von Allomyces" in Zeitschrift für Botanik 22:9 p. 433–441

## Source
- (de) Cet article est partiellement ou en totalité issu de l’article de Wikipédia en allemand intitulé « Hans Kniep » (voir la liste des auteurs) (version du 19 avril 2006).